# Julia Drop
Julia Drop (ur. 13 stycznia 1995 w Koninie) – polska koszykarka występująca na pozycji rozgrywającej, reprezentantka Polski, obecnie zawodniczka hiszpańskiego klubu Barca CBS.
W najwyższej klasie rozgrywkowej zadebiutowała w sezonie 2012/13 grając w Centrum Wzgórze Gdynia. 14 sierpnia 2020 dołączyła do CCC Polkowice, z którym wywalczyła srebrny medal Basket Ligi Kobiet. 9 lipca 2021 została zawodniczką 1KS Ślęzy Wrocław. Z tego klubu przeniosła się do Barca CBS stając się pierwszą koszykarką urodzoną w Polsce, która trafiła do tego klubu. 

## Osiągnięcia
Stan na 10 stycznia 2023, na podstawie, o ile nie zaznaczono inaczej.

### Drużynowe
- Awans do PLKK z MUKS-em Poznań (2015)
- Srebrny medal BLK z CCC Polkowice (2021)

Młodzieżowe
- Mistrzyni Polski U–22 (z Widzewem Łódź w 2017)
- Wicemistrzyni Polski U–18 (z GTK Gdynia w 2012 i 2013[5])
- Brązowa medalistka mistrzostw Polski:
  - U–22 (z MUKS Poznań w 2015 i 2016)
  - U–20 (z GTK Gdynia w 2013)

### Indywidualne
- MVP kolejki EBLK (5, 9 – 2021/2022, 3 – 2022/2023)[6][7][8]
- Zaliczona do I składu kolejki EBLK (5, 9, 15 – 2021/2022, 3, 4, 5 – 2022/2023)[9][10][11][12][13][14]

Młodzieżowe
- MVP mistrzostw Polski juniorek starszych (2017)
- Zaliczona do I składu mistrzostw Polski juniorek (2013)[5]
- Liderka w skuteczności za 3 punkty finałów mistrzostw Polski U-22 (2017)

### Reprezentacja
- Mistrzyni Europy U-18 dywizji B (2013)
- Uczestniczka:
  - mistrzostw Europy:
    - U–16 (2011 – 15. miejsce)
    - U–18 (2013 – 1. miejsce)
    - U–20 (2015 – 7. miejsce)